# Județul Olt (interbelic)
Județul Olt a fost o unitate administrativă de ordinul întâi din Regatul României, aflată în regiunea istorică Muntenia. Reședința județului era orașul Slatina.

## Întindere

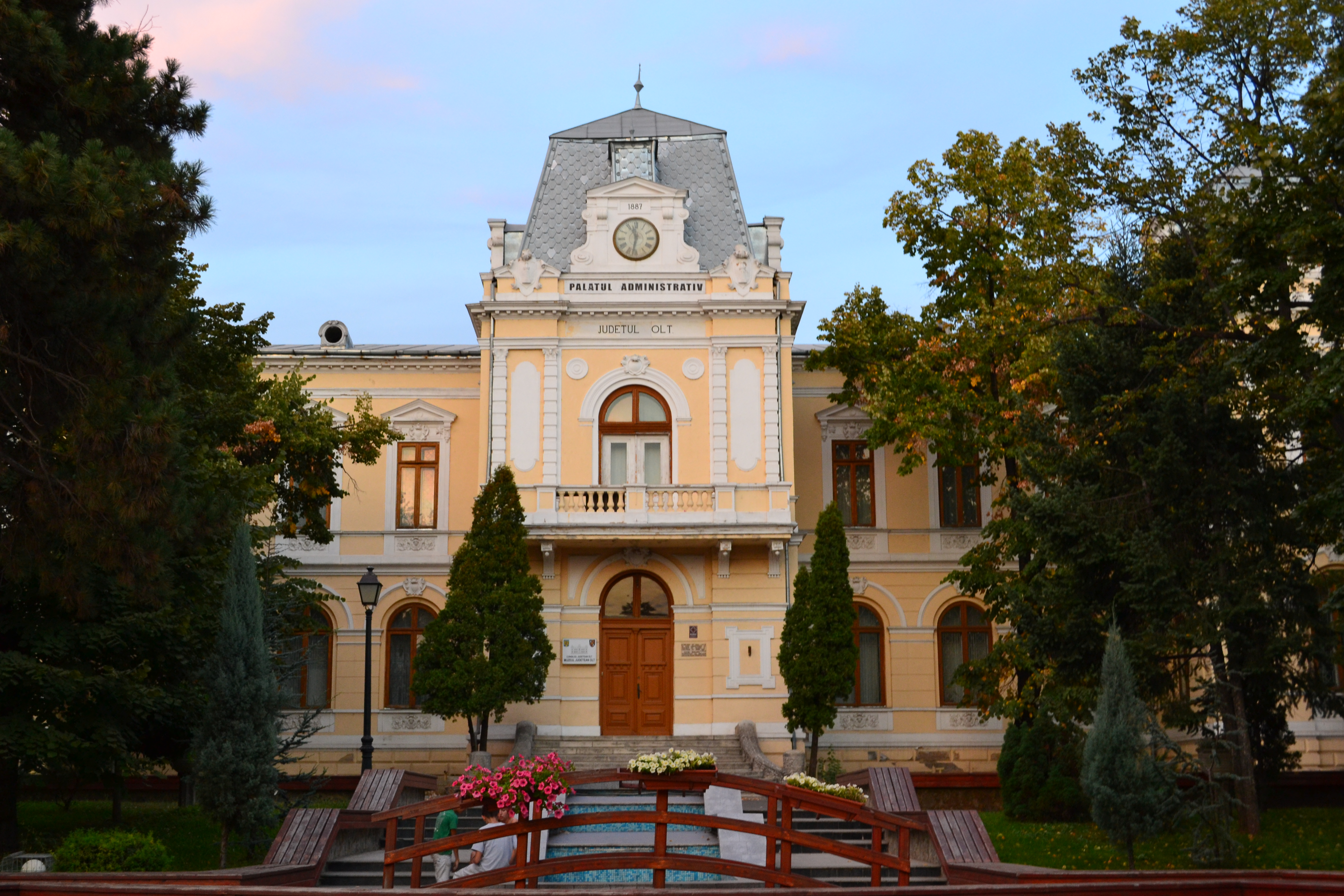
Clădirea Prefecturii județului Olt din perioada interbelică. Clădirea-monument istoric, construită în anul 1887 și situată pe Str. Ana Ipătescu nr. 1, găzduiește în prezent Muzeul Județean Olt din Slatina.

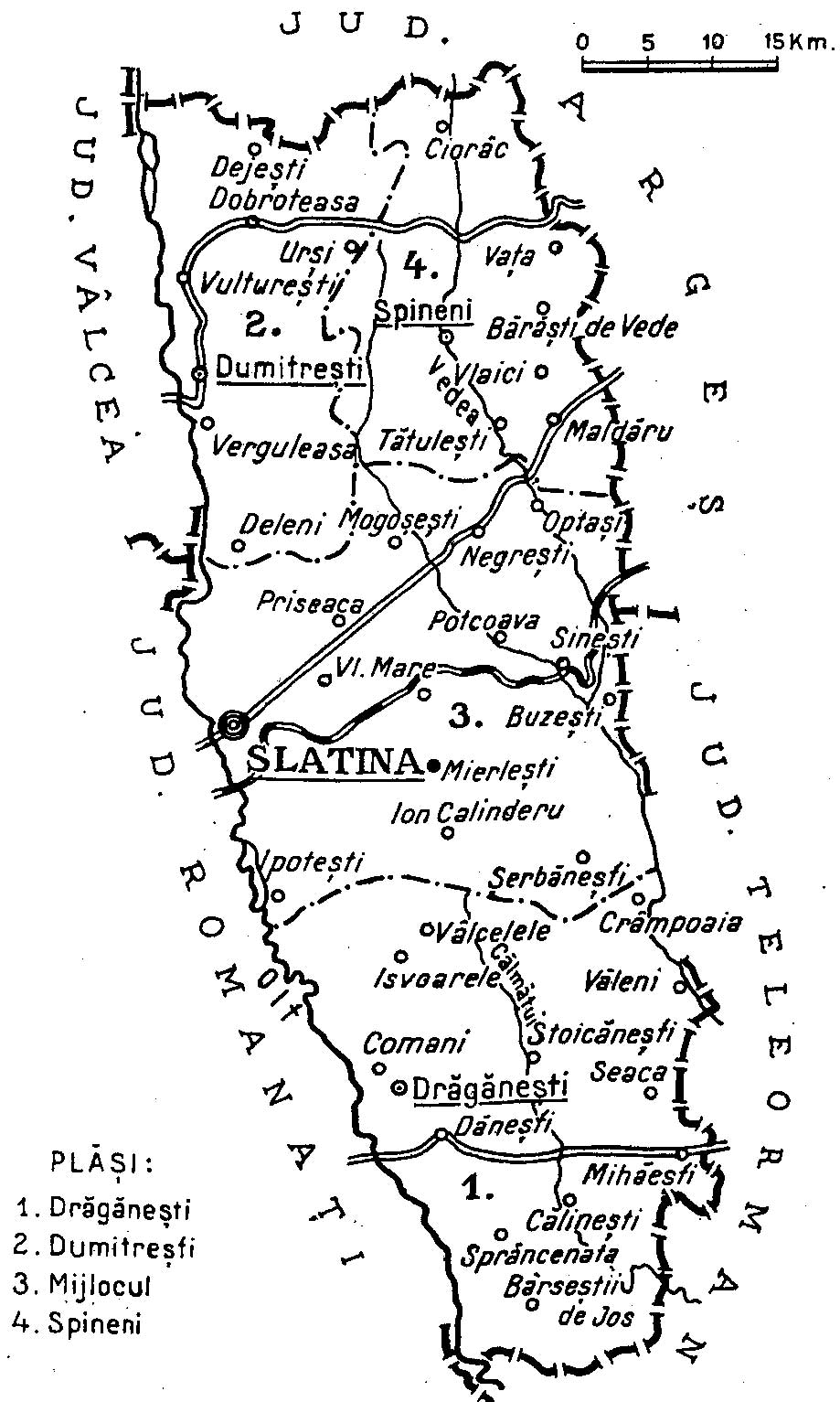
Harta județului, cu dispunerea și denumirea plășilor, în anul 1938.

Județul se afla în partea sudică a României Mari, în vestul regiunii Muntenia. Județul cuprindea partea nord-estică a actualului județ Olt, partea sud-vestică a actualului județ Argeș și partea nord-vestică a actualului județ Teleorman. Se învecina la nord cu județul Argeș, la est cu județele Argeș și Teleorman, la sud cu județul Teleorman, iar la vest cu județele Romanați și Vâlcea.

## Organizare
Teritoriul județului era împărțit inițial în trei plăși:
1. Plasa Drăgănești,
2. Plasa Dumitrești și
3. Plasa Spineni.

Ulterior, teritoriul județului a fost reorganizat din punct de vedere administrativ, fiind înființată a patra plasă (în jurul orașului Slatina):
1. Plasa Mijlocul.

## Populație
Conform datelor recensământului din 1930 populația județului era de 183.595 de locuitori, dintre care 98,2% români, 1,2% țigani ș.a. Sub aspect confesional 99,5% erau ortodocși, 0,2% romano-catolici, 0,1% mozaici ș.a.

### Mediul urban
În anul 1930 populația urbană a județului era de 11.243 de locuitori, dintre care 92,5% români, 2,5% maghiari, 1,5% evrei, 0,8% germani ș.a. Din punct de vedere confesional orășenimea era alcătuită din 94,1% ortodocși, 2,3% romano-catolici, 1,6% mozaici, 0,9% reformați, 0,6% lutherani ș.a.